# Apogon guadalupensis
 Apogon guadalupensis és una espècie de peix de la família dels apogònids i de l'ordre dels perciformes.

## Morfologia
Els mascles poden assolir els 13 cm de longitud total.

## Distribució geogràfica
Es troba a l'est del Pacífic: des del sud de Califòrnia (Estats Units) fins al Golf de Califòrnia (Mèxic).